# 唐岩 (南极洲)
唐岩（英語：Tongue Rock）是南極洲的岩石，位於麥克羅伯特森地，挪威製圖師根據該國探險隊拍攝的空中照片繪入地圖，現時由南極條約體系管理。